# Drosera patens
Drosera patens är en sileshårsväxtart som beskrevs av Allen Lowrie och John Godfrey Conran. Drosera patens ingår i släktet sileshår, och familjen sileshårsväxter. Inga underarter finns listade i Catalogue of Life.

## Bildgalleri